# IC 1370
IC 1370 ist eine Galaxiengruppe im Sternbild Aquarius auf der Ekliptik. Sie ist schätzungsweise 681 Millionen Lichtjahre von der Milchstraße entfernt.
Das Objekt wurde am 5. Oktober 1891 von Stéphane Javelle entdeckt.